# Ścibor Szpak
Ścibor Szpak (ur. 13 kwietnia 1970 we Wrocławiu) – solista kabaretowy, autor tekstów piosenek i tłumaczeń. 

## Życiorys
Mieszka we Wrocławiu. Dwukrotny zwycięzca Ogólnopolskiego Festiwalu Piosenki Kabaretowej O.B.O.R.A., zdobywca 1 nagrody oraz Nagrody Publiczności Przeglądu Kabaretów PAKA 2011, zdobywca Grand Prix oraz Nagrody Publiczności Przeglądu Kabaretów PAKA 2012 oraz Grand Prix i Złotej Szpilki na Lidzbarskich Wieczorach Humoru i Satyry 2013. Laureat kilku innych festiwali kabaretowych. Członek spółki autorskiej Zespołu Pieśni bez Tańca Żak i Szpak, tworzonej wspólnie z Grzegorzem Żakiem. Tłumacz tekstów Jaromira Nohavicy. Zawodowo dyrektor kreacji w agencji reklamowej. Zajmuje się naukowo problemem śmierci w średniowieczu.